# Fuerzas Armadas Peronistas
Fuerzas Armadas Peronistas (FAP) fue una organización político-militar, y guerrilla urbana argentina creada en 1968 bajo el liderazgo de Envar «Cacho» El Kadri. Su aparición se produjo el 17 de septiembre de aquel año con una fracasada acción armada realizada en Taco Ralo, Tucumán. Tuvo varias divisiones, a partir de 1972, luego del PHPC (Proceso de Homogeneización Política Compulsiva) que fue un intento de sectores de FAP por acercarse al marxismo. La FAP asesinó a ejecutivos de compañías automotrices de propiedad extranjera y atacó instalaciones de empresas estadounidenses, francesas y otras compañías extranjeras con sucursales en Argentina. Algunos historiadores señalan que después de la separación, los grupos se llamaron FAP 17 de Octubre, FAP Comando Nacional y Los Iluminados.

## Historia y organización
En una entrevista en 1996, Envar El Kadri explicaba el origen de la organización, en una experiencia de guerrilla rural en Taco Ralo, Tucumán:

Nos organizamos, un grupo iba a preparar un campamento en la zona de Tucumán, previamente se instalaban en un lugar para aclimatarse y para prepararse físicamente, una vez que estuviera completado el adiestramiento, la capacitación y la preparación física pensábamos dirigirnos a la zona de El Cochuna, en los montes tucumanos, para iniciar esta presencia guerrillera y simultáneamente con eso en las ciudades iban a aparecer los destacamentos, que se iban a llamar Destacamentos Descamisados Eva Perón, para hacer acciones espectaculares, propaganda armada y con todo eso pensábamos que íbamos a movilizar y arrastrar a todo el peronismo y a toda la gente, lo cual de alguna manera fue así aunque no bajo nuestra dirección, sino que se dio en una forma más espontánea, más generalizada, con la aparición de otras organizaciones peronistas y no peronistas.

En 1968, las FAP instalaron un campamento integrado por 14 guerrilleros (13 varones y una mujer: Amanda Peralta), denominado "El Plumerillo", en la localidad de Taco Ralo, provincia de Tucumán, con el fin de realizar entrenamiento militar. El 19 de septiembre el grupo fue sorprendido por la Policía, que los puso a disposición de la justicia. Después de la detención los militantes denunciaron haber sufrido torturas.

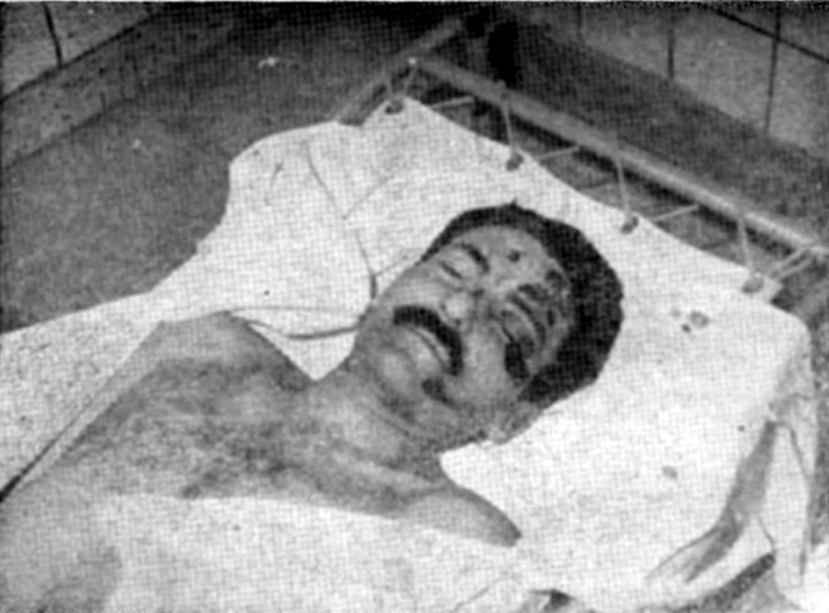
Cuerpo sin vida de Gerardo Ferrari, exsacerdote de ideología tercermundista y militante de las FAP, luego de batirse a tiros con la policía.

A fines de 1968 viajaron a Córdoba Alicia Eguren, Raimundo Villaflor y Bruno Cambareri para llevar la adhesión a las FAP de la Acción Revolucionaria Peronista ARP, orientada por John William Cooke y a mediados de 1970 Villaflor se incorporó a la dirección de la organización.

### Alternativa Independiente y escisiones
Las FAP reaparecieron en 1969 y 1970 con varias acciones armadas.
Con la llegada del general Agustín Lanusse a la presidencia de la nación y la perspectiva de una salida electoral, se produjo una polémica en el interior de las FAP ya que un sector consideraba revolucionario al movimiento peronista y a Perón como el único capaz de diseñar su estrategia en tanto que otro, liderado por Villaflor y Jorge Caffatti denominada “Alternativa Independiente de la clase obrera y el pueblo peronista” (AI) se postulaba como herramienta política propia de los trabajadores poniendo el acento en la lucha de resistencia y distanciándose de los “burócratas y traidores”. Al triunfar este sector se impuso un proceso interno de “homogeneización política ideológica compulsiva”. En 1971 las FAP sufrieron una división debido a la cual fueron expulsados los integrantes de un amplio sector liderado por Eduardo Moreno, Ernesto Villanueva, el sacerdote Soler y Alejandro Peyrou. Este sector se integró a Montoneros.Una de las primeras acciones del grupo tras el cisma es un robo de automóviles en una cochera en Haedo el 21 de octubre de 1971, donde caen abatidos por miembros de la fuerza de seguridad Miguel Bianchini y Néstor Mocoroa, combatientes de la organización. Otras operaciones llevadas a cabo en esa época por la organización fueron la destrucción con bombas a la sede histórica del exclusivo Club del Orden en la ciudad de Santa Fe, el 13 de octubre de 1972, y el frustrado secuestro de un empresario de la FIAT en Córdoba, donde murieron un militante de las FAP y dos de FAR.
Este proceso llevó a la organización al aislamiento y la parálisis política por lo que las FAP intentaron una coordinación con Montoneros (con el argumento de evitar que el movimiento y sus metas se estancaran) y las FAR, tarea dificultada por la muerte de Carlos Olmedo. En 1973, ya próximas las elecciones, Villaflor fue una de las principales figuras del sector de las FAP conocido como “Comando Nacional” con apoyos en la ciudad de Buenos Aires, La Plata, Córdoba, Tucumán, Chaco, Corrientes y Mar del Plata, que sostuvieron la continuidad de la lucha armada y rechazaron la opción de influir “desde adentro” del movimiento peronista que apoyaba el sector FAP Regional Buenos Aires que orientaba Amanda Peralta en una línea más afín a la de Montoneros. De cara a las elecciones del 11 de marzo de 1973 Villaflor y su sector se oponen a la candidatura por el peronismo de Héctor J. Cámpora en un gesto solo compartido en el Peronismo de Base por Gustavo Rearte y Bernardo Alberte. El grupo encuadrado en las FAP Comando Nacional se adjudicó los asesinatos de Dirk Kloosterman, dirigente de SMATA realizado 3 días antes de que asumiera el nuevo presidente y del dirigente sindical de la construcción Marcelino Mansilla, el 27 de agosto de 1973, llamándolo "traidor", acusándolo de tener a sus empleados en malas condiciones.
Estos asesinatos fueron rechazados por a Envar El Kadri y lo movieron a formar una nueva agrupación denominada FAP 17 de octubre, que a diferencia de las FAP original abogaba por una rebelión popular y disolver la Cámara de diputados y otras instituciones por considerarlas corruptas y estar lejanas de la realidad social del país.
Las FAP Comando Nacional promovieron el II Congreso Nacional del Peronismo de Base que se realizó en La Falda, provincia de Córdoba los días 20 y 21 de octubre de 1973, cuando hacía ya un mes que Perón había asumido la presidencia de nación, bajo el lema “Hacia la construcción de la Organización Nacional”; en el Congreso convergieron los sectores opuestos a la orientación que había tomado el gobierno, disconformes con el Pacto Social y partidarios de una alternativa clasista del peronismo y contaban con la adhesión de figuras como Bernardo Alberte y Rodolfo Ortega Peña. Las FAP priorizaron a partir de entonces su desarrollo en diversos gremios –gráficos, navales de zona norte, textiles, telefónicos- y Peronismo de Base participó  entre 1974 y 1975 con una prédica obrerista y alternativista en conflictos laborales de las empresas Bagley, Citroën, La Hidrófila, Peugeot, Propulsora, entre otros. Villaflor participó en el periódico Con Todo (2° época) que se presentaba como vocero del Peronismo de Base y el distanciamiento con el gobierno tuvo una nueva demostración cuando impulsó para el 1° de mayo de 1974 la realización de un acto alternativo del convocado por Perón en la Plaza de Mayo. Las conversaciones sostenidas a partir de mediados de 1974 tendientes a crear un agrupamiento político único que abarcara al FAP-Peronismo de Base y a otros sectores que llevaban a cabo Villaflor, Jorge Di Pascuale, Eduardo Luis Duhalde y el diputado Ortega Peña se cortaron cuando el 31 de julio de ese año este último fue asesinado por la Triple A.   
Sin una estructura suficiente para afrontar la represión posterior al golpe militar del 24 de marzo de 1976,(ya siendo especialmente golpeada la escisión FAP-17, optando estas por unirse a las PRT-ERP) las FAP vieron menguadas sus filas y Villaflor instaló junto con Enrique Ardeti un local de reparación de artículos eléctricos cerca de la estación de ferrocarril de Florencio Varela y a mediados de 1978 decide junto con otros compañeros suspender la actividad política hasta que cambie la situación. En agosto de 1979, luego de varias detenciones que incluyeron a su hermana menor, por entonces asesora gremial de la Federación Gráfica Bonaerense, Villaflor fue secuestrado junto con su segunda esposa Elsa Martínez cuando estaba de visita en casa de sus padres y murió cuatro días después mientras lo torturaban.